# Anommatium
Anommatium är ett släkte av steklar som beskrevs av Förster 1856. Anommatium ingår i familjen hyllhornsteklar.
Släktet innehåller bara arten Anommatium ashmeadi.